# Alchemilla lindbergiana
Alchemilla lindbergiana är en rosväxtart som beskrevs av Sergei Vasilievich Juzepczuk. Alchemilla lindbergiana ingår i släktet daggkåpor, och familjen rosväxter.

## Underarter
Arten delas in i följande underarter:
- A. l. atrifolia
- A. l. cinerascens